# Liste der Baudenkmäler in Heimertingen
Auf dieser Seite sind die Baudenkmäler in der schwäbischen Gemeinde Heimertingen zusammengestellt. Diese Tabelle ist eine Teilliste der Liste der Baudenkmäler in Bayern. Grundlage ist die Bayerische Denkmalliste, die auf Basis des Bayerischen Denkmalschutzgesetzes vom 1. Oktober 1973 erstmals erstellt wurde und seither durch das Bayerische Landesamt für Denkmalpflege geführt wird. Die folgenden Angaben ersetzen nicht die rechtsverbindliche Auskunft der Denkmalschutzbehörde.
 Die Liste gibt den Fortschreibungsstand vom 23. November 2017 wieder und umfasst acht Baudenkmäler.

## Baudenkmäler nach Ortsteilen

### Heimertingen
| Lage                                          | Objekt                             | Beschreibung | Akten-Nr.             | Bild                |
| --------------------------------------------- | ---------------------------------- | --- | --------------------- | ------------------- |
| An der Steige 8 (Standort)                    | Ehemaliger Pfarrhof                | Zweigeschossiger Bau mit Krüppelwalmdach, teilweise Block-, Ständerbohlen- und Fachwerkbau, innen bezeichnet 1524, 1984–85 innen erneuert. | D-7-78-150-2 Wikidata | Ehemaliger Pfarrhof |
| Gartenstraße (gegenüber von Nr. 1) (Standort) | Wegkapelle                         | Zeltdachbau, 18. Jahrhundert; mit Ausstattung. | D-7-78-150-3 Wikidata | Wegkapelle          |
| Illerstraße 14 (Standort)                     | Hausmadonna                        | Erste Hälfte 18. Jahrhundert. | D-7-78-150-4 Wikidata | BW                  |
| Ulmer Straße 7 (Standort)                     | Katholische Pfarrkirche St. Martin | Pilastergegliederter Saalbau mit Stichkappentonne und eingezogenem Chor, Apsis und Turmunterbau um 1200, Chor spätmittelalterlich, Umgestaltung im 17. Jahrhundert und 1750–53; mit Ausstattung.                                                          | D-7-78-150-1 Wikidata | weitere Bilder      |
| Ulmer Straße 9 (Standort)                     | Ehemaliges Pfarrhaus               | Zweigeschossiger Satteldachbau mit Eckpilastern, im Kern um 1710 (dendrochronologisch datiert); zugehörig wohl gleichzeitiges Nebengebäude, erdgeschossig mit Walmdach, und ehemaliger Pfarrstadel mit Satteldach, um 1710 (dendrochronologisch datiert). | D-7-78-150-9 Wikidata | weitere Bilder      |
| Untere Straße 6 (Standort)                    | Ehemaliger Zehentstadel            | Zweigeschossiger Satteldachbau mit korbbogigen Einfahrten, 18. Jahrhundert, erneuert. | D-7-78-150-5 Wikidata | weitere Bilder      |
| Untere Straße 25 (Standort)                   | Bauernhaus                         | Zweigeschossiger, breitgelagerter Satteldachbau mit giebelseitig nebeneinander angeordnetem Wohn- und Wirtschaftsteil, wohl 18. Jahrhundert. | D-7-78-150-7 Wikidata | Bauernhaus          |

### Sennhof
| Lage                    | Objekt      | Beschreibung                      | Akten-Nr.             | Bild        |
| ----------------------- | ----------- | --------------------------------- | --------------------- | ----------- |
| Eichwaldesch (Standort) | Feldkapelle | 19. Jahrhundert; mit Ausstattung. | D-7-78-150-6 Wikidata | Feldkapelle |